# Papier chinois
 (février 2015).
Si vous disposez d'ouvrages ou d'articles de référence ou si vous connaissez des sites web de qualité traitant du thème abordé ici, merci de compléter l'article en donnant les références utiles à sa vérifiabilité et en les liant à la section « Notes et références ».
Cet article concerne les différents types de papier originaires de Chine. Pour le type de papier "le Chine", voir Papier de Chine.
Le papier chinois est d'après les connaissances actuelles le plus ancien papier au monde. Les plus anciens papiers retrouvés en Chine datent en effet de la Dynastie des Han occidentaux (-206 — 25), constitué de fibres de lin. Le plus ancien échantillon connu en 2006 était une pièce de 10 cm2 datée de -8 avant notre ère comportant 20 caractères. Cai Lun aurait codifié sa fabrication en l'an 105.

livre illustré xylographié sur la fabrication du papier, dynastie Song

Il existe plusieurs types de papiers chinois :
- Le papier de riz (米纸 / 米紙, mǐzhǐ), fait à l'origine à base de moelle d'Aralie à papier de Chine, il sert aujourd'hui principalement d'emballage et de décoration.
- Cai Lun, en l'an 105, référence trois types de papier : le papier de chanvre (utilisé aujourd'hui pour le papier à cigarette), le papier de lin et enfin le papier de mûrier à papier, parfois appelé papier de soie par erreur en Europe.
- Le papier de soie. Si le premier support de l'écriture a été la soie, ce que l'on appelle le papier de soie par erreur eu Europe, est un papier à base de fibres de mûrier blanc, utilisé pour élever les bombyx, chenille produisant les cocons utilisés pour fabriquer la soie.
- Le 宣纸 / 宣紙, xuānzhǐ, « papier de Xuan », fait à base de pteroceltis tatarinowii Maxim. (青檀树 / 青檀樹, qīngtánshù "santal bleu") assoupli par un petit pourcentage de paille de riz rouie en plein air.
- Sur la municipalité de Lijiang, dans la province du Yunnan est fabriqué traditionnellement, par la minorité des Naxis, un papier à partir de fibres de plantes poussant aux alentours de 2 000 m d'altitude donnant un papier de la qualité de papier de moulins.
- Le papier de Chine ou le "Chine" fabriqué à partir d'herbes et de plantes fibreuses telles que le chanvre, le jute, le lin, la ramie (herbe chinoise), le rotin, le bambou, le roseau, les tiges de riz et du blé et les fibres de graines telles que le coton.